# Крънк
Крънк е под-жанр на хип-хоп музиката, който се появява в началото на 90-те години на миналия век и постигна основен успех през средата на 2000-те. Крънк често е в темпото и един от най-танцовите и клубно ориентираните под-жанрове в южния хип-хоп. Една архетипна трапчинка често използва главен канал, състоящ се от слоести синтезатори на клавиатурата, ритъм на барабанни машини, тежки бас-линии и викащи вокали, често по начин на повикване и реакция.

## История
В южната част на САЩ, особено в африканските американски стриптийз клубове в Мемфис, Тенеси, се появяват сцени от музикалната музика в Маями преди 1996 г. Един от най-изявените пионери на крунк музиката, Лил Джон, каза, че се е появил крънк, тъй като решил да слее хип-хоп и електро с електронна танцова музика. Мемфис-базирана хип-хоп група Three 6 Mafia е „инструмент за появата на стил на крунк“ в средата до края на 90-те. Двама диджеи от Мемфис, DJ Paul и Juicy J, започнаха да правят оригиналната си музика, която бе отличителна със своите „резервни, ниски BPM ритми, опростени песнопения... и текстури с наркотично повтарящи се, миризливи движения“.
През 1997 г. в Атланта Лил Джон, заедно с групата си East Side Boyz, издават първия си албум „Get Crunk, Who U Wit“. Това бяха първият от шестте албума на Lil Jon & the East Side Boyz. Лил Джон каза, че първо са използвали думата „crunk“ в песен; той твърди, че заради този албум са започнали да се наричат „група крънк“. Крънкът произхожда от афроамерикански стриптийз клубове в Мемфис, Тенеси. Такъв е случаят с трима-шест мафии, които идват от Мемфис, Тенеси, така че музиката им се играеше на местно ниво, преди да стане национално. Но „Ню Йорк Таймс“ отрече, че „Get Crunk, Who You With“ е първият албум на crunk, който някога е бил. Той е един от ключовите фигури в популяризирането на крънк музиката през 1998 и 1999 и продуцирал две златни записи независимо, преди да бъде подписан в TVT Records през 2001. След като бил наречен „Кралят на крънка“, Lil Jon продължил с много известни художници като Snoop Dogg, Ice Cube, Ludacris и Бритни Спиърс. Въпреки това, крънка не е изключително свързан с Lil Jon и Three 6 Mafia. В ранните си етапи художниците като „Ying Yang Twins“, „White Dawg“, „Bone Crusher“, „Lil Scrappy“, „Trillville“, "Youngbloodz" и „Pastor Troy“ от Атланта и „Дейвид Банер“ от Мисисипи също помогнаха да популяризират крънк музиката.

## Етимология
Терминът се приписва предимно на афроамерикански жаргон, в който той има различни значения. Най-често се споменава глаголът „да се върти“. Теоретично е, че използването на термина дойде от минало-напрегната форма на „манивела“, която понякога е била конюгирана като „крънк“ на юг, така че ако човек, събитие или партия е бил подтикнат, т.е. енергичен – „коляно“ или „изкривено“ – се казва, че е „крънк“.
Терминът е бил проследен и за употреба през 80-те години на миналия век, излизащи от нощни клубове в Атланта, Грузия и означаващи, че са „пълни с енергия“. Списание „Ролинг Стоун“ публикува „речник на мръсния южен жаргон“, където да се определи като „да се развълнува“.
Терминът е популяризиран от Late Night с Conan O'Brien през 1993 г., въпреки че е изписан по различен начин и използван в различен контекст. Писателят Дино Стаматопулос излезе с термина „крънк“, за да олицетворява най-обидната дума, която някога е била спомената в мрежата на телевизията, като шега беше, че мрежовите цензори, загърнати от думата, не успяха да я откъснат от излъчването. Крънка става повтаряща се тема на шоуто между Конан и различни гости. Ice-T беше един от първите гости, които използваха думата, тъй като се пошегува, че думата не е обидна и звукът е достатъчно, а Ice-T е единственият, който би могъл да го направи обиден.
Outkast е приписван като първият художник, който използва термина в основната музика, в парчето „Player's Ball“ от 1993 г. Семинарната година за този жанр е през 1996 г., с пускането на албума Three 6 Mafia, Chapter 1: The End.
Изпълнителят Lil Jon е инструмент за привеждане на понятието в по-голямата си част с неговия албум от 1997 г. „Get Crunk, Who U Wit: Da Album“. По-късно той издава други песни и албуми, използващи термина, и е бил приписван от други изпълнители и музиканти, тъй като погребвал използването на термина, както и включването на самия музикален жанр.
Lil Jon допълнително популяризира думата с неговия албум „Crunk Juice“ от 2004 г. и е приписван с изобретяването на мощния алкохолен коктейл с това име. Това използване на „crunk“ стана синоним на смисъл „луд пиян“. Безалкохолните напитки, към които може да се добави алкохол, се произвеждат и търгуват под марката Crunk, като Lil Jon е представител.
Терминът продължава да се развива, като поема негативно стигма с полицията, родителите и медиите. През 2011 г. компанията, която произвежда напитка „Crunk“, издава алкохолна версия, наречена „Crunk Juice“. Тази напитка се продава на 19 до 21-годишна възраст – тези, които са под законната алкохолна възраст в Съединените щати, което води до това, че пиенето на цитрусови плодове е причина за престъпление или за жертва на престъпление. Основните медии започнаха да публикуват истории, в които терминът „крънк“ се използвал за позоваване на „луди и пияни“ престъпници.

## Характеристики
Музикално, крънк изпълнителите заимстват силно от бас музиката и хип-хопа от 1980 година. Тежкото използване на синтезирани инструменти и рядко съкратени 808 барабани са скоби на звука на крънка. Обикновено се използват ритми на барабанни машини, които са отрязани надолу. Roland TR-808 и 909 са сред най-популярните. Барабанните машини обикновено се съпровождат от прости, повтарящи се синтезаторски мелодии под формата на „оинато“, за да се създаде хипнотичен ефект и тежък бас. Темпото на музиката е малко по-бавно от хип-хопа, около скоростта на регетона.e
Фокусът на крънк изпълнителите е по-често баса и музиката, отколкото текстовете в тях. Рапъри, като Лил Джон обаче, често крещят текстовете си, създавайки тежък, агресивен стил на хип-хоп. Тези текстове често могат да бъдат изолирани от прости песнопения („Откъде сте“ и „Не можете да се чукате с мен“ са често срещани примери). Докато други подгрупи на хип-хоп се отнасят до социално-политически или лични проблеми, крънкът е почти изключително партийна музика, благоприятстваща лозунгите за отговор вместо по-съществените подходи.
|  | Тази страница частично или изцяло представлява превод на страницата Crunk в Уикипедия на английски. Оригиналният текст, както и този превод, са защитени от Лиценза „Криейтив Комънс – Признание – Споделяне на споделеното“, а за съдържание, създадено преди юни 2009 година – от Лиценза за свободна документация на ГНУ. Прегледайте историята на редакциите на оригиналната страница, както и на преводната страница, за да видите списъка на съавторите. ВАЖНО: Този шаблон се отнася единствено до авторските права върху съдържанието на статията. Добавянето му не отменя изискването да се посочват конкретни източници на твърденията, които да бъдат благонадеждни. |